# 卡明斯镇
卡明斯鎮（英語：Cummings Township）是美國賓夕法尼亞州來可明縣的一個鎮區。根據2020年美國人口普查的數據顯示：居住於卡明斯鎮的人口為264人，低於2010年的273人。卡明斯鎮是賓夕法尼亞州威廉斯波特大都市統計區的一部分。卡明斯鎮區有小松樹州立公園和上松底州立公園。

## 地理
根據美國普查局的數據，該鎮總面積為70.0平方英里（181.3平方公里），其中69.4平方英里（179.8平方公里）為土地，0.58平方英里（1.5平方公里）是水。卡明斯鎮完全位於松溪流域內。

## 人口結構
卡明斯鎮人口分佈較為分散，18歲以下人口占20.8%，18歲至24歲人口占5.1%，25歲至44歲人口占25.4%，45歲至64歲人口占27.9%，65歲及以上人口占20.8% 。中位年齡為44歲。每100名女性對應107.6名男性。